# Вечеринка

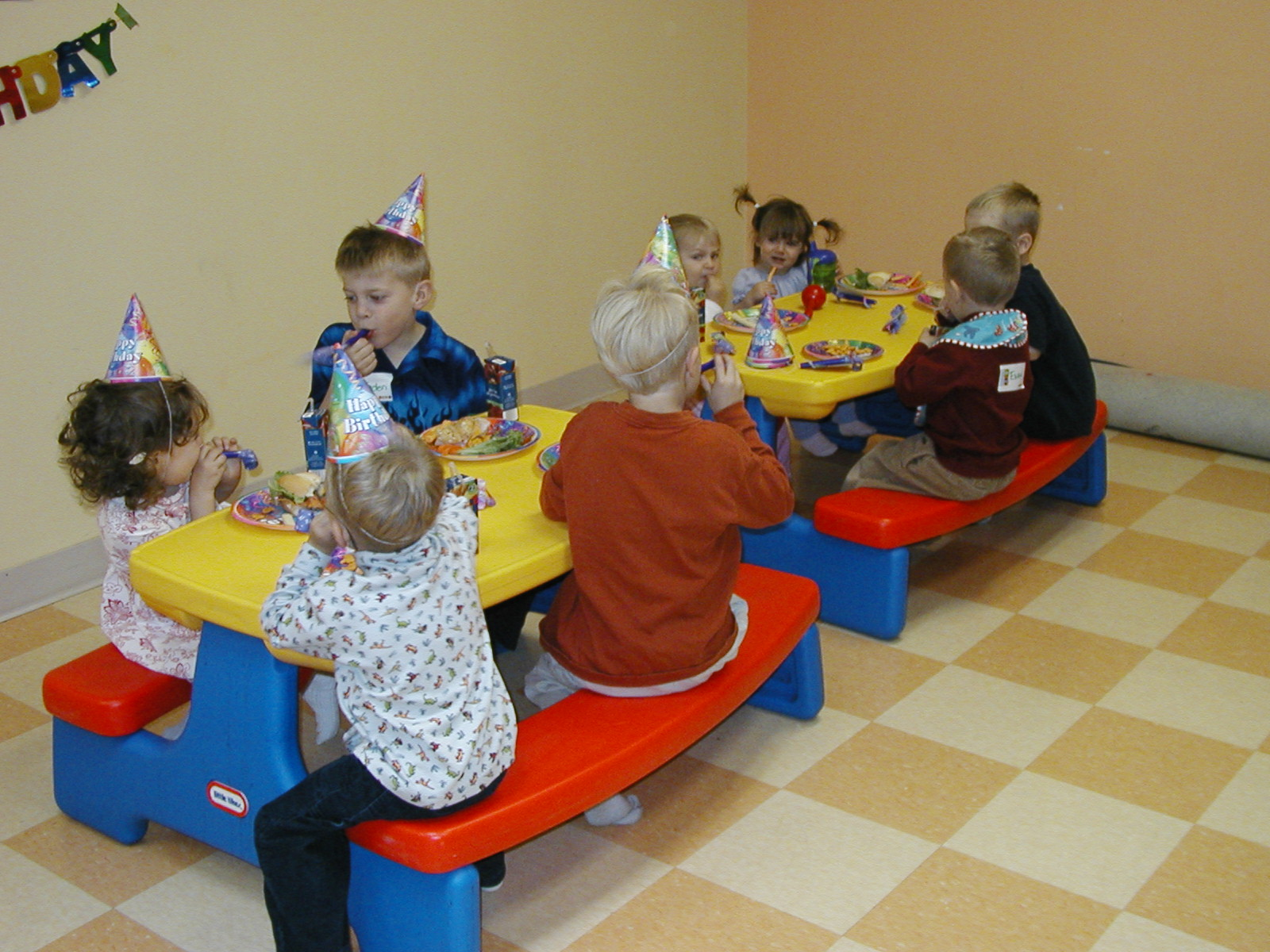
Детская вечеринка по случаю дня рождения

Вечери́нка — встреча людей (часто друзей и знакомых), в основном для развлечения и отдыха. Вечеринка обычно проводится вечером, откуда и происходит название. Вечеринка очень схожа с праздником или с фестивалем, но этот термин используется для обозначения непринужденных, небольших встреч близких знакомых, а не для общих государственных или религиозных торжеств.
Места проведения вечеринок — личное жильё, рестораны и кафе и другие съемные помещения, а также автотранспорт.

## Типы вечеринок

### День рождения

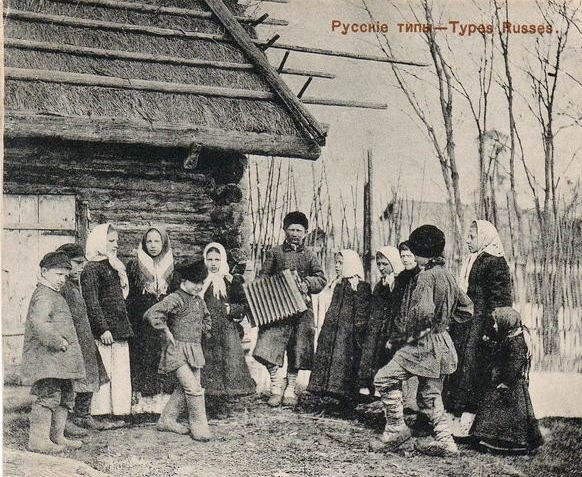
Детская «улица» (вечёрка). Начало XX века.

Вечеринка по поводу дня рождения — празднование годовщины рождения человека. Вечеринка такого типа — особенность многих культур мира в которых заключены обычаи и обряды.
В Западных культурах, особенно в США, Великобритании, Австралии и Новой Зеландии, день рождения часто сопровождают красочные украшения, как например воздушные шары и флажки. В торт, который обычно едят при каждом торжестве, часто втыкают свечи, которые нужно задуть, предварительно загадав желание. Детям положено давать первый кусок торта.

### Другие типы
- Выпускной вечер
- Новоселье
- Новый год
- Свадьба
- Именины
- Годовщина (свадьбы, знакомства, начала совместной жизни)
- Крещение
- Baby shower
- Коктейльная вечеринка
- Корпоративная вечеринка
- Обнимательная вечеринка
- Голые вечеринки